# Куп Мађарске у фудбалу 1932/33.
Куп Мађарске у фудбалу 1932/33. (мађ. 1932–1933-es magyar labdarúgókupa) је било 15. издање серије, на којој је екипа ФК Ференцвароша тријумфовала по 5. пут. 

## Четвртфинале
| 1. екипа       | Резултат | 2. екипа           |
| -------------- | -------- | ------------------ |
| ФК Ференцварош | 3 : 1    | ФК Бочкаји         |
| ФК Башча       | 3 : 1    | ФК Вашаш           |
| ФК Ујпешт      | 7 : 4    | ФК Трећи округ ТВЕ |
| ФК Шомођ       | 4 : 3    | ФК Шорокшар        |

## Полуфинале
| 1. екипа       | Резултат | 2. екипа |
| -------------- | -------- | -------- |
| ФК Ференцварош | 3 : 2    | ФК Башча |
| ФК Ујпешт      | 8 : 1    | ФК Шомођ |

## Финале
| ФК Ференцварош | 11 : 1 | ФК Ујпешт         |
| --- | ------ | ----------------- |
| Михаљ Танзер 6’, 50’ · Ђерђ Шароши 13’, 21’, 35’ · Јожеф Такач 15’, ?’, 72’, 83’ · Геза Толди 70’ · Вилмош Кохут 74’ |        | Габор П. Сабо 78’ |